# JUnit
Ne doit pas être confondu avec G-Unit.
JUnit est un framework de test unitaire pour le langage de programmation Java, créé par Kent Beck et Erich Gamma.
JUnit définit deux types de fichiers de tests. Les TestCase (cas de test) sont des classes contenant un certain nombre de méthodes de tests. Un TestCase sert généralement à tester le bon fonctionnement d'une classe. Une TestSuite permet d'exécuter un certain nombre de TestCase déjà définis.
Dans un TestCase il n'y a pas de méthode main, chaque test étant indépendant.

## Exemples

### Exemple de TestCase
Une telle classe hérite de junit.framework.TestCase. La méthode annotée par @Before est exécutée avant les méthodes de test, celle précédée par @After est appelée à la fin. De la même manière, la méthode annotée par @BeforeClass est appelée au lancement du testCase, celle précédée par @AfterClass est appelée juste avant la fin. Les tests sont des méthodes annotées par @Test, elles font des traitements et vérifient le bon comportement des classes testées par des méthodes assert***(), toute assertion non vérifiée est signalée comme défaillante. Un cas de test (TestCase) peut avoir plusieurs sections @Test. Si une section @Test échoue, le TestCase ne s'arrête pas mais continue sur les sections @Test suivantes (s'il y en a).
```
import
 
junit.framework.TestCase
;

import
 
org.junit.*
;

public
 
class
 
ClasseDeTest
 
extends
 
TestCase
 
{

    
@BeforeClass

    
public
 
static
 
void
 
setUpClass
()
 
throws
 
Exception
 
{

        
// Code exécuté avant l'exécution du premier test (et de la méthode @Before)        

    
}

    
@AfterClass

    
public
 
static
 
void
 
tearDownClass
()
 
throws
 
Exception
 
{

        
// Code exécuté après l'exécution de tous les tests

    
}

    
@Before

    
public
 
void
 
setUp
()
 
throws
 
Exception
 
{

        
// Code exécuté avant chaque test        

    
}

    
@After

    
public
 
void
 
tearDown
()
 
throws
 
Exception
 
{

        
// Code exécuté après chaque test

    
}

    

    
@Test

    
public
 
void
 
nomdutest1
()
 
{

       
// code qui teste une chose, appelé "test1". 

       
// Le code contient généralement une assertion pour vérifier si une condition est vraie ou fausse.

    
}

    
@Test

    
public
 
void
 
nomdutest2
()
 
{

       
// code qui teste autre chose, appelé "test2"

       
// Le code contient généralement une assertion pour vérifier si une condition est vraie ou fausse.

    
}

}

```

## Intégration
JUnit est intégré par défaut dans les environnements de développement intégré Java tels que BlueJ, Eclipse, IntelliJ et NetBeans.